# Robyn Young
Robyn Young, född 1975 i Oxford, är en brittisk författare. Young har skrivit flera böcker med ett medeltida tema, till exempel om tiden för korstågen. Young bor i Brighton och är författare på heltid.

## Trilogin Brödraskapet
- Brödraskapet (2006)
- Korståg (2007)
- Rekviem (2009)

## Trilogin Revolt
- Revolt (2012)
- Rebell (2013)
- Kingdom (2014)